# Erik Ågren
Erik Alfred Ågren (3. ledna 1916, Ytterselö – 3. července 1985, Stockholm) byl švédský amatérský boxer lehké a lehké střední (v některých pramenech uváděné jako welterové) váze, účastník Letních olympijských her 1936 v Berlíně, na nichž získal bronzovou olympijskou medaili, a držitel stříbrné medaile z mistrovství Evropy 1939.

## Životopis
Pocházel z boxerské rodiny, jeho tři bratři byli také výtečnými boxery. Carl byl evropským šampiónem a posléze emigroval do USA, kde boxoval profesionálně. Oscar byl dvojnásobným medailistou z ME a Ture byl také švédským mistrem. Jediný Erik se však s boxem dostal až na olympijské hry. V letech 1936 – 1941 byl nejlepším švédským boxerem. Boxoval za tým Narva BK, kterému zůstal věrný i po skončení aktivní kariéry jako trenér a funkcionář. Byl také boxerským rozhodčím. Zemřel ve stockholmské čtvrti Hägerstenu.

## Ågren na olympijských hrách 1936
Jako dvacetiletý neostřílený mladík byl nominován na olympijské hry 1936 do Berlína. V 1. kole byl jeho soupeřem Lorenzo Delgado z Mexika, ve druhém Marino Facchin z Itálie a ve třetím kole Andy Scrivani (USA). Všechny tyto soupeře porazil poměrně snadno na body. V semifinále narazil na Nikolaje Stěpulova z Estonska a ve vyrovnaném zápase byl poražen. Protože až do roku 1948 se boxovalo i o bronzovou medaili, měl se Ågren utkat s Dánem Poulem Kopsem, ale ten k zápasu nenastoupil a Ågren se tak mohl radovat alespoň z bronzové medaile, ačkoliv byl po vítězství nad Američanem pasován na možného olympijského vítěze.

## Ostatní významné výsledky
V roce 1937 se Ågren objevil na mistrovství Evropy v Miláně i se svým bratrem Oscarem, který tam získal bronzovou medaili v lehké střední (welterové) váze. V 1. kole porazil na body Imre Harangiho z Maďarska, ale ve čtvrtfinále si neporadil s Němcem Herbertem Nürnbergem. Ten ho porazil o rok později v Berlíně k.o. i na kvalifikačním turnaji o nominaci na zápas USA – Evropa. V roce 1939 se uskutečnilo další ME v irském Dublinu. Ågren nastoupil tentokrát v lehké střední (welterové) váze a ve čtvrtfinále porazil v 1. kole k.o. Lotyše Konstantinse Tjasto, v semifinále pak na body Roberta Thomase z Anglie. Ve finále podlehl na body Poláku Antoni Kolczyńskému a odvezl si stříbro, zatímco jeho bratr Oscar ve střední váze vybojoval opět bronz. V roce 1940 se přece jen Erik Ågren dočkal exhibičního zájezdu mužstva Evropy do USA. Poslední zápas za Švédsko vybojoval v utkání s Německem v roce 1941.